# Younha
Đây là một tên người Triều Tiên, họ là Go.
Go Yun-ha (sinh ngày 29 tháng 4 năm 1988), thường được biết đến với nghệ danh Younha, là một ca sĩ kiêm nhạc sĩ và nhà sản xuất âm nhạc Hàn Quốc. Cô bắt đầu sự nghiệp của mình vào năm 2004 tại Nhật Bản, nơi cô có biệt danh là "Sao chổi Oricon" vì thành công của mình trên bảng xếp hạng âm nhạc Nhật Bản. Năm 2006, cô ra mắt tại Hàn Quốc, nơi cô được coi là một trong những ca sĩ-nhạc sĩ xuất sắc nhất.

## Tiểu sử
Younha sinh ngày 29 tháng 4 năm 1988 tại Chang-dong, Dobong-gu, Seoul, Hàn Quốc. Cô bắt đầu chơi piano từ năm cô 5 tuổi. Cô bắt đầu hát ở trường tiểu học và sau đó bắt đầu tự học tiếng Nhật sau khi xem bộ phim truyền hình nổi tiếng của Nhật Bản, Gokusen. Khi còn nhỏ, Younha cho biết cô đã tham gia tới 20 buổi thử giọng với các hãng thu âm khác nhau của Hàn Quốc nhưng đã bị từ chối chỉ vì cô không "đủ xinh đẹp để trở thành một ngôi sao". Do đó, cô đã bỏ học trung học ở tuổi 16 để theo đuổi sự nghiệp ca hát ở Nhật Bản. Younha sau đó theo học Đại học Ngoại ngữ Hàn Quốc, nơi cô theo học chuyên ngành tiếng Nhật.

## Sự nghiệp

### 2004–2005: Ra mắt tại Nhật Bản
"Yubikiri"
Sau khi đến Nhật Bản vào tháng 1 năm 2004, Younha đã phát hành đĩa đơn đầu tay của mình, "Yubikiri", vào tháng 9, tiếp theo là phiên bản tiếng Nhật của bài hát vào tháng 10. Mặc dù thực tế bài hát đã được đưa vào làm nhạc nền cho bộ phim truyền hình Destiny of Love của Fuji TV, nhưng không thành công.
"Houkiboshi" và "Go! Younha"
Younha đã tìm thấy thành công chủ yếu với đĩa đơn tiếng Nhật thứ hai của mình, "Houkiboshi", được bao gồm trong nhạc nền của bộ anime "Bleach". Bài hát ra mắt trên bảng xếp hạng hàng ngày của Oricon ở vị trí #18 và đạt vị trí #12, đưa Younha trở thành nghệ sĩ Hàn Quốc thứ hai, sau BoA, lọt vào Top 20 của Oricon. Chưa đầy 2 tháng sau thành công của "Houkiboshi", cô đã phát hành "Motto Futari de", với một chút phô trương, với sự quảng bá tối thiểu và không xuất hiện trên truyền hình để quảng bá trực tiếp. Đĩa đơn thứ ba của cô, "Touch / Yume no Tsuzuki", với sự kết hợp Touch (live-action movie), với ca khúc chủ đề "Touch", đã thành công hơn đáng kể, và đưa cô trở lại Top 20 của Oricon, giống với thành công của "Houki Boshi". Đĩa đơn ra mắt ở vị trí #15, và đạt vị trí số 11 trên bảng xếp hạng hàng ngày. Sau khi phát hành bốn đĩa đơn, Younha đã phát hành album đầu tiên của mình mang tên "Go! Younha" với thành công vừa phải. Nó đạt vị trí #10 trên bảng xếp hạng hàng ngày của Oricon và #12 trên bảng xếp hạng hàng tuần.

### 2006–2007: Cuộc đấu tranh sau đó và ra mắt tại Hàn Quốc
"Te wo Tsunaide" và "Hakanaku Tsuyoku"
Tuy nhiên, ba đĩa đơn tiếp theo của Younha, "My Lover", "Te wo Tsunaide" và "Ima ga Daisuki", mặc dù có nhiều mối quan hệ khác nhau như Bleach GC: Tasogare Ni Mamieru Shinigami, Jyu Oh Sei (獣王星) và Jang Geum's Dream, đã thất bại trong việc tái tạo thành công từ những nỗ lực trước đó của cô, tất cả đều xếp hạng ở nửa dưới Top 100 của Oricon.
Vào thời điểm đó, Younha đăng ký vào Đại học ngoại ngữ Hankuk và bắt đầu ra mắt tại Hàn Quốc, phát hành một đĩa đơn kỹ thuật số của Hàn Quốc có tên "Audition". Nhiều màn trình diễn của bài hát này đã được trình chiếu trên truyền hình Hàn Quốc và đĩa đơn cũng đã nhận được nhiều sự quảng bá, kết quả là "Audition" đã được xếp hạng tốt trong hơn 3 tháng trên tất cả các bảng xếp hạng của Hàn Quốc.
Mặc cho kết quả mờ nhạt của 3 đĩa đơn tiếng Nhật cuối cùng của cô, Younha đã được chọn để hát một bài hát mở đầu cho anime "Kiba". Bài hát "Hakanaku Tsuyoku" (儚く強く) đã được sử dụng làm chủ đề mở đầu thứ hai cho chương trình. Đĩa đơn được phát hành vào ngày 17 tháng 1 năm 2007, và do tính chất của sự kết hợp của nó, được xếp hạng cao hơn nhiều so với 3 bản phát hành cuối cùng của cô, đạt đỉnh #36 - nhưng nó cũng đánh dấu đĩa đơn cuối cùng của cô với Epic Records.

### 2007–2009: Sự nghiệp ở Hàn Quốc và trở về Nhật Bản

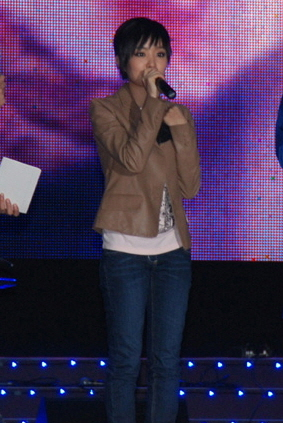
Younha trong một buổi hòa nhạc năm 2008

"The Perfect Day to Say I Love You" và "Comet"
Chính xác là hai tháng sau "Hakanaku Tsuyoku", Younha trở về Hàn Quốc để phát hành album tiếng Hàn đầu tiên của mình mang tên "The Perfect Day to Say I Love You (고백하기 좋은 날, Gobaekhagi Jo-eun Nal)". Album là một thành công, đạt vị trí #1 trên bảng xếp hạng. Bài hát đầu tiên được quảng bá từ album là "Password 486", qua đó cô đã giành được giải thưởng Mutizen của SBS Inkigayo hai lần. Một video âm nhạc được thực hiện cho "Password 486", có sự tham gia của nghệ sĩ Stam, Yoon Ji-hoo. Album cũng có sự hợp tác với Wheesung. Vào ngày 14 tháng 7 năm 2007, Younha đã xuất hiện trên chung kết GomTV MSL của Hàn Quốc (một giải đấu StarCraft) và biểu diễn trong lễ khai mạc. Bài hát thứ hai được quảng bá là "Love Condition", kèm theo bản tái bản lại album đầu tay của cô. Mặc dù không có video âm nhạc nào được thực hiện, bài hát đã được trình diễn trực tiếp nhiều lần và có một thành công khiêm tốn trên các bảng xếp hạng.
Tại MKMF 2007 được tổ chức vào ngày 17 tháng 11 năm 2007, Younha đã giành giải thưởng Nghệ sĩ solo mới xuất sắc nhất. Với thành công ngày càng tăng cao của mình, Younha đã phát hành phiên bản "Go! Younha" lại bằng tiếng Hàn. Album, với những thay đổi trong danh sách ca khúc nhỏ, có tựa đề "Comet (혜성, Hyeseong)" và được phát hành vào ngày 23 tháng 10, tạo ra hai đĩa đơn thành công, ca khúc chủ đề "혜성 (Hyeseong)" và "At First Sight". Trải qua thành công tại Hàn Quốc, đĩa đơn "Audition" đầu tiên của Hàn Quốc đã được phát hành lại vào ngày 14 tháng 3 dưới dạng physical CD, giới hạn 10.000 bản.
Epic Records lặng lẽ phát hành DVD "best of" của Nhật Bản cho tác phẩm của Younha cho đến nay, "SONGS -Teen's Collection-", vào ngày 26 tháng 3 năm 2008, báo hiệu sự kết thúc hợp đồng của cô với hãng thu âm, do thành tích kém gần đây của đĩa đơn của cô, và tập trung vào ngành công nghiệp âm nhạc Hàn Quốc.
"Someday" và "Peace, Love & Ice Cream"

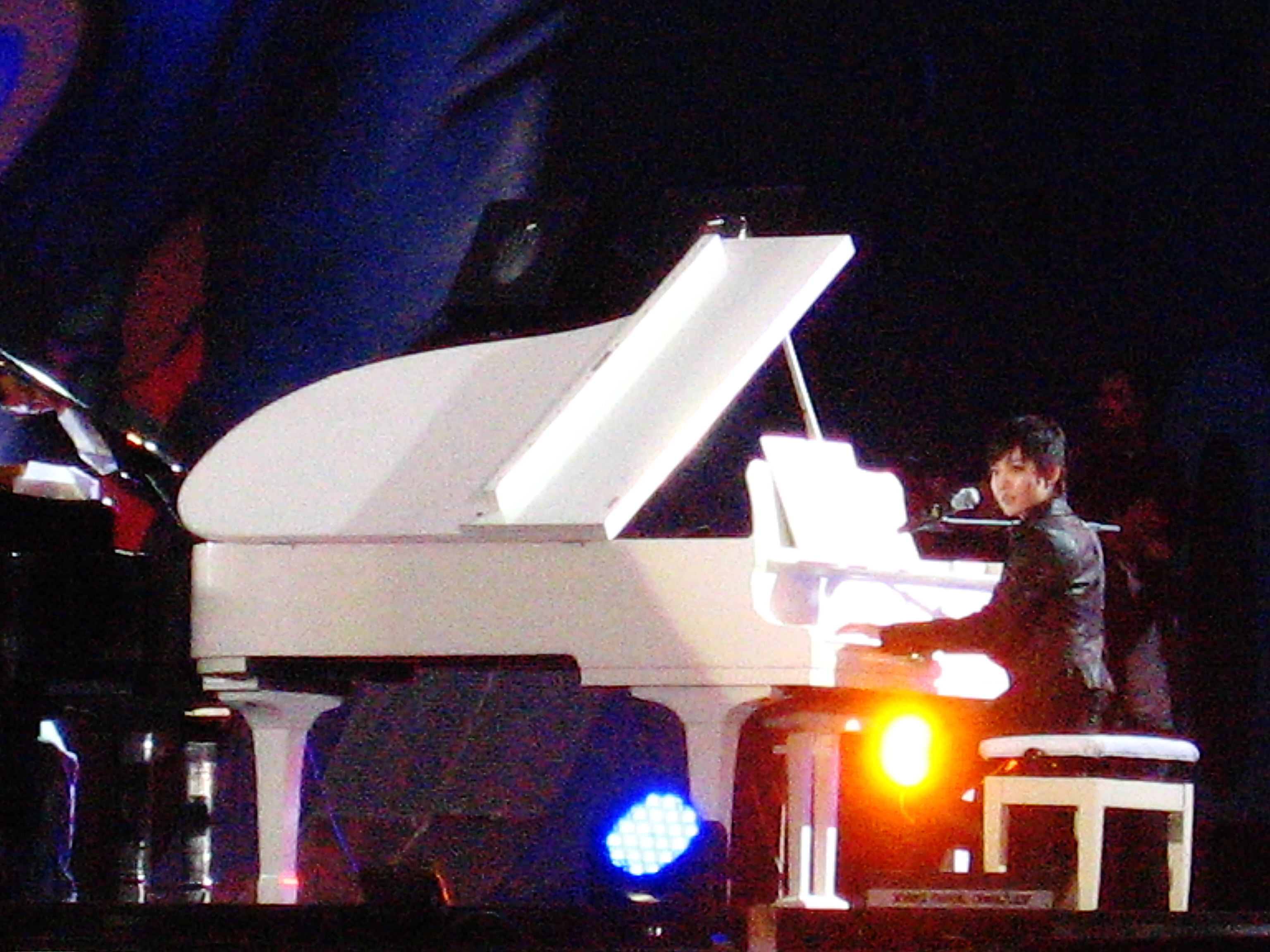
Younha biểu diễn trên piano năm 2008

Vào ngày 28 tháng 8 năm 2008, Younha tiếp tục vài album thành công cuối cùng với nỗ lực thứ hai của mình, mang tên "Someday". Album tiếp tục tạo ra hai đĩa đơn đình đám, "Telepathy" và "Gossip Boy". Album cũng có sự hợp tác thứ hai của cô với Tablo, người đồng sáng tác và thể hiện trong bài hát, "Memory".
Đầu năm 2009, Younha trở lại ngành công nghiệp âm nhạc Nhật Bản, hiện đã ký hợp đồng với Sistus Records, với phiên bản tiếng Nhật của "Memory", có tựa đề "Kioku", gắn liền với chủ đề kết thúc cho anime "Rideback". Không có bản phát hành physical nào của bài hát được phát hành, và là một đĩa đơn trực tuyến duy nhất cho đến khi phát hành album phòng thu tiếp theo của cô, "Hitotsu Sora no Shita", bao gồm nó trong danh sách ca khúc. Sự trở lại ngành công nghiệp của cô cũng bao gồm một vai trong một bộ phim Nhật Bản, "On Next Sunday (今度の日曜日に, Kondo no Nichiyoubi ni)", phát hành vào tháng 4 năm 2009, cũng hát bài hát chủ đề "On the Other Side of the Rainbow (虹の向こう側, Niji no Mukougawa)". Cô tiếp tục phát hành 2 đĩa đơn physical, "Girl" and "Sukinanda", tuy nhiên cả hai đều thất bại trong bảng xếp hạng Top 100.
Album thứ ba rất được mong đợi của cô "Part A: Peace Love & Ice Cream" được phát hành vào ngày 16 tháng 4 năm 2009, với một hãng thu âm mới, Lion Media. Ca khúc quảng cáo "1, 2, 3" là một sự thay đổi được báo hiệu trong phong cách của cô, theo phong cách thời trang, mang một vẻ ngoài dễ thương, nữ tính, trái ngược với vẻ ngoài tomboy hơn của cô cho các giai đoạn quảng cáo trước đây. Sự thay đổi phong cách cũng bao gồm âm nhạc của cô, với các bài hát trong album bị đánh mất thương hiệu của cô là âm thanh piano rock mang lại sự hoan nghênh và thành công quan trọng của cô, chuyển sang pop. Mặc dù sự thay đổi đột ngột trong phong cách âm nhạc, bài hát là một ứng cử viên mạnh mẽ cho vĩ trí #1, nhưng đã bị đánh bại bởi các đối thủ mạnh mẽ trong quá trình quảng bá.

### 2009–2012: Sự suy giảm và rắc rối pháp lý
"Growing Season" và "Under the Same Sky"
Vào ngày 11 tháng 12 năm 2009, Younha đã phát hành phần thứ hai của album tiếng Hàn thứ ba của cô, "Part B: Growing Season", cho thấy sự tương phản trưởng thành hơn, tối hơn với "Part A". Album này đã tạo ra một đĩa đơn #1, "We Broke Up Today".
Album tiếng Nhật thứ hai của cô "Under the Same Sky (ひとつ空の下)" được phát hành vào ngày 22 tháng 9 năm 2010 tại Nhật Bản và ngày 29 tháng 9 năm 2010 tại Hàn Quốc. Album có sự tham gia của Younha với i-dep và Sotte Bosse's Nakamura Hiroshi, cũng như bộ đôi guitar acoustic nổi tiếng Depapepe. Album đã ra mắt với một chút phô trương, chỉ đạt được #169 trên bảng xếp hạng Album của Oricon.
"Lost in Love" và cuộc chiến pháp lý với Lion Media
Sau một năm hoạt động khá im ắng kể từ lần phát hành lớn cuối cùng của cô, "Lost in Love", mini album đầu tiên của Younha, đã được phát hành, bao gồm một bộ sưu tập các đĩa đơn nhạc phim khác nhau được phát hành trong suốt cả năm, cũng như đĩa đơn quảng cáo "One Shot", theo phong cách hiếm hoi, trở lại gốc rễ piano của cô, và "Take Care of My Boyfriend", một bản ballad pop-rock. Trong khi phần sau hầu như không lọt vào Top 10, "One Shot" đã bỏ lỡ Top 20. Trong khi "One Shot" là sự trở lại đáng hoan nghênh với âm thanh gốc mà cô được biết đến, cũng có những điểm tương đồng rất mạnh với bài hát Sara Bareilles, Love Song được cư dân mạng chú ý. Với sự quảng bá tối thiểu, mini album đã trở thành album bán thấp nhất trong các đĩa hát tiếng Hàn của Younha.
Vào ngày 9 tháng 5 năm 2011, Younha trở thành người dẫn chương trình thứ 22 cho chương trình Starry Night của MBC FM radio.  Kể từ ngày 14 tháng 5 năm 2014, cô là người dẫn chương trình trực tiếp liên tục từ năm 1969. Vào ngày 12 tháng 7 năm 2011, theo một nguồn tin tiết lộ rằng Younha đã kiện công ty của mình, Lion Media, để yêu cầu chấm dứt hợp đồng do tính hợp lệ của nghi vấn, thông qua các tòa án pháp lý, mặc dù các tiết lộ tiếp theo cho thấy các thủ tục tố tụng này đã bắt đầu từ tháng Tư. Một vụ kiện từ công ty của cô đã được đệ trình chống lại cô, với giá 1 triệu USD để bồi thường thiệt hại. Một phiên hòa giải đã được lên kế hoạch cho tháng 10 để giải quyết vấn đề, nhưng đã thất bại. Mãi đến tháng 2 năm 2012, các tòa án đã đưa ra phán quyết có lợi cho Younha, dẫn đến việc hủy bỏ hợp đồng của cô với Lion Media, cũng như bồi thường 100 triệu KRW.

### 2012–nay: Sự trở lại
"Supersonic"
Sau những rắc rối pháp lý của mình, Younha bắt đầu các hoạt động trở lại của mình với một hãng thu âm mới, wealive (nay là C9 Entertainment). Cô đã phát hành album thứ tư Supersonic vào ngày 3 tháng 7 năm 2012, với sự góp mặt của các nghệ sĩ như Jay Park, Tiger JK và John Park. Album đã tạo ra hai đĩa đơn, Top 10 hit,"Would We Have Changed?" featuring John Park, và "Run". Album được phát hành để nhận được nhiều lời khen ngợi, theo phong cách rock, loại bỏ các phong cách ballad mà cô đã quảng bá trong 2 năm qua, và thậm chí dẫn đến việc "Run" được đề cử cho Ca khúc nhạc Pop của năm tại Giải thưởng Âm nhạc Hàn Quốc. Cô cũng tham gia dàn diễn viên của I Am a Singer, một chương trình dựa trên các ca sĩ chuyên nghiệp làm lại các bài hát, từ các bản hit cũ đến hiện tại.
"Just Listen"

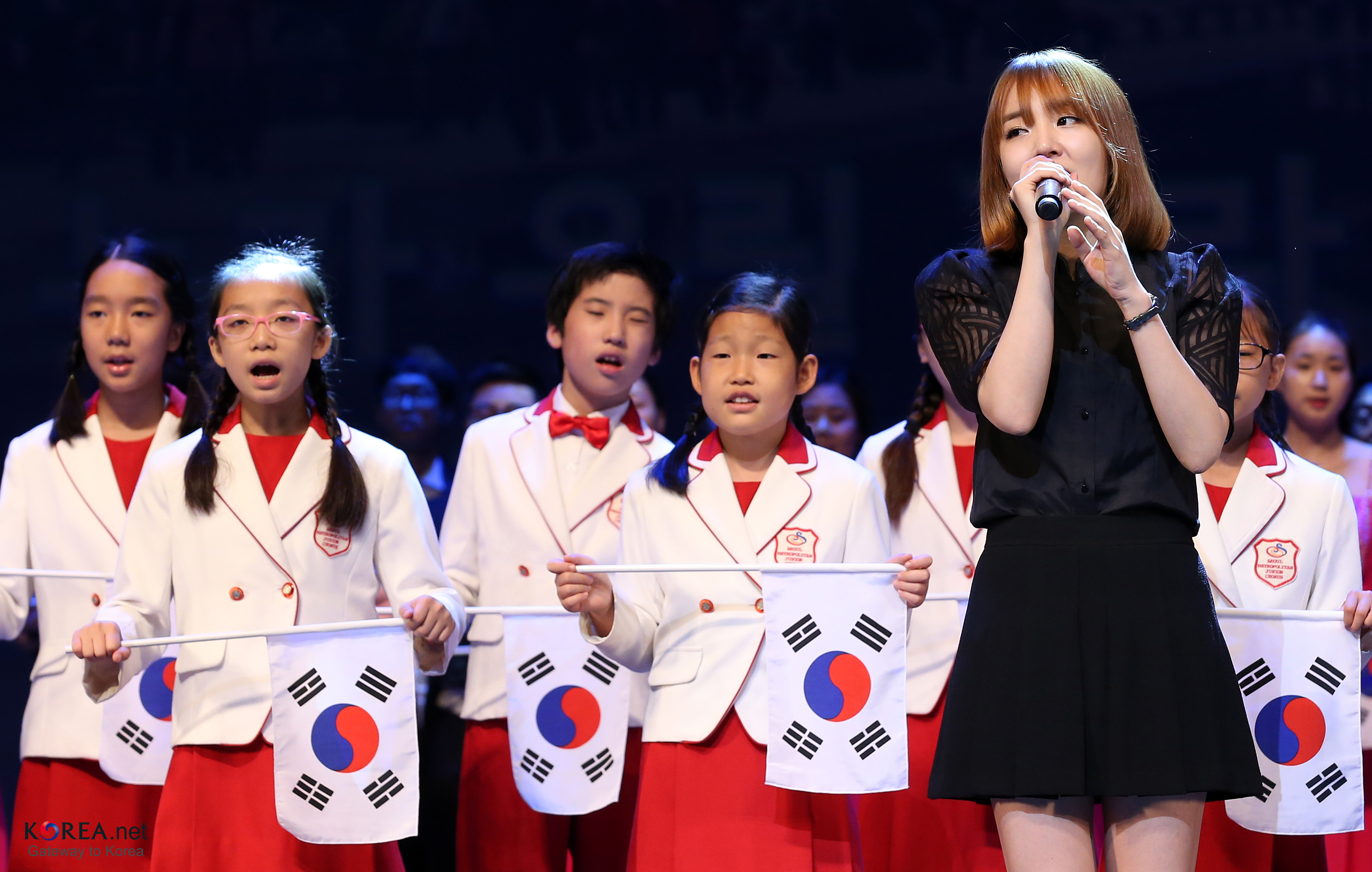
Younha biểu diễn vào ngày giải phóng dân tộc

Vào ngày 2 tháng 5 năm 2013, Younha đã phát hành mini album thứ hai, "Just Listen" nhận được những đánh giá tích cực. Album cũng đưa cô trở lại thành công thương mại, "아니야 (Unacceptable)" trở thành đĩa đơn Top 5 đầu tiên của cô kể từ "오늘 헤어졌어요 (Broke Up Today)" vào năm 2009, và cũng là album đầu tiên của cô có 2 Top 10, "Unacceptable" và "Reason".
"Subsonic"
Vào ngày 6 tháng 12 năm 2013, Younha đã phát hành mini album thứ ba của mình mini album, Subsonic, với đĩa đơn "It's Okay" và tiếp theo là "Not There" featuring Eluphant. Với việc phát hành những đĩa đơn này, nó mang lại lần đầu tiên trong sự nghiệp của Younha, nơi cô đã đạt được 3 đĩa đơn Top 10, và ở một mức độ, 4 Top 15 đĩa đơn trong một năm.
Quay trở lại #1
Vào ngày 29 tháng 5 năm 2014, cô hợp tác với ca sĩ nhạc rock Jung Joon-young để phát hành đĩa đơn kỹ thuật số "Just The Way You Are" (달리 함께). Bài hát đạt vị trí số 11 trên Billboard K-pop Hot 100. Cô đã đạt được đĩa đơn số 1 đầu tiên trong sự nghiệp của mình trên Gaon Charts, 10 năm sau khi ra mắt, với bản làm lại solo của bản hit năm 2008 với Epik High, "Umbrella". Lần lượt các phiên bản gốc, cũng tăng các bảng xếp hạng, tăng 245 bậc lên vị trí #53 trong cùng tuần đó. Điều này đánh dấu lần đầu tiên cô đứng đầu bảng xếp hạng kể từ "Broke Up Today" được phát hành 5 năm trước vào năm 2009 và "Comet" vào năm 2007.
Sự trở lại
Vào ngày 11 tháng 11 năm 2015, Younha phát hành đĩa đơn "Thinking About You" (널 생각해), do Lee Chanhyuk của Akdong Musician sản xuất.
Cô đã phát hành album thứ năm của mình, RescuE, vào ngày 27 tháng 12 năm 2017. Billboard xếp album ở vị trí số 8 trong danh sách các album K-pop hàng đầu của thập niên 2010, gọi đó là "một trải nghiệm nghe xúc động phản ánh thời gian khó khăn và gợi ý về sự tươi sáng ngoài chúng."
Younha sau đó phát hành mini album Stable Mindset vào năm 2019, và sau đó là mini album Unstable Mindset vào ngày 6 tháng 1 năm 2020. Unstable Mindset bao gồm bài hát "Winter Flower", hợp tác với thành viên RM của BTS, được Billboard gọi là "một bản ballad sử thi, dễ chịu". Hơn nữa, bài hát đã mang lại cho Younha danh hiệu nữ nghệ sĩ solo Hàn Quốc đầu tiên đứng đầu bảng xếp hạng iTunes của Hoa Kỳ.

## Danh sách đĩa nhạc
| - The Perfect Day To Say I Love You (2007) - Comet (2007) - Someday (2008) - Peace, Love & Ice Cream (2009) - Growing Season (2009) - Supersonic (2012) - RescuE (2017) - Stable Mindset (2019) - Unstable Mindset (2020) - End Theory (2021) | - Go! Younha (2005) - Under the Same Sky (2010) - People (2014) - View (2015) |

## Cộng tác
Younha đã hát bài hát Boku wa Koko ni Iru trong album cống phẩm cho Masayoshi Yamazaki, One More Time, One More Chance. (12.21.05)
Younha được chọn là một trong 14 nghệ sĩ nữ biểu diễn trong omnibus album "14 Princess ~Princess Princess Children~",  một bộ sưu tập các bài hát nổi tiếng nhất của ban nhạc nữ hàng đầu Princess Princess vào cuối những năm 1980 và đầu những năm 1990. Younha đã biểu diễn bài hát "Diamonds", cũng là bài hát bán chạy #1 của năm trong năm 1989 tại Nhật Bản. (03.08.06)
Younha đã kết hợp với các nghệ sĩ khác trong các album sau:
- Album thứ năm của Wheesung, Eternal Essence of Music, trong bài hát "만져주기"
- Album thứ sáu của Toy, Thank You, trong bài hát "오늘 서울 하늘은 하루종일 맑음" ("Today Seoul's skies are sunny all day long")
- Album thứ năm của Epik High, Pieces, Part One, trong bài hát "우산" ("umbrella")
- Đĩa đơn thứ hai của Ajoo, Paparazzi, trong bài hát "Paparazzi"
- Album thứ sáu của Kim Bum-soo, Kim Bum Soo, trong bài hát "줄다리기"
- Đĩa đơn của Kim Dong-wan, Promise, trong "약속"
- Đĩa đơn của Im Jae-bum, The Day I Was Hurt From Love, trong "사랑에 아파한 날들"
- Road For Hope với nhiều nghệ sĩ khác nhau, trong "Gift"
- 'Fade' với DJ Philtre
- Album "6PM... Ground" của So Ji-sub, trong "소풍"
- với Jung Joon-young:  "Just The Way You Are" (달리 함께)
- Stay With Me của Justin Oh
- Album của Kim Jong-hyun, Base, trong bài hát "Love Belt"

## Giải thưởng và đề cử
| Năm  | Giải thưởng              | Hạng mục            | Đề cử                   | Kết quả   |
| ---- | ------------------------ | ------------------- | ----------------------- | --------- |
| 2011 | MBC Entertainment Awards | Excellence Radio DJ | "Younha's Starry Night" | Đoạt giải |

### Mnet Asian Music Awards
| Năm  | Hạng mục                        | Đề cử          | Kết quả   |
| ---- | ------------------------------- | -------------- | --------- |
| 2007 | Best New Artist                 | "Password 486" | Đoạt giải |
| 2008 | Best Female Artist              | "Telepathy"    | Đề cử     |
| 2009 | Best Female Artist              | "123"          | Đề cử     |
| 2014 | Best Vocal Performance - Female | "Umbrella"     | Đề cử     |